# Karel August van Saksen-Weimar-Eisenach (1912-1988)
Karel August Willem Ernst Frederik George Johan Albert erfgroothertog van Saksen-Weimar-Eisenach, (Duits: Carl August Wilhelm Ernst Friedrich Georg Johann Albrecht) (Schloss Wilhelmsthal, 28 juli 1912 – Schienen am Bodensee, 14 oktober 1988) was een Duitse prins en hoofd van het groothertogelijke Huis van Saksen-Weimar-Eisenach. Hij was het tweede kind en de oudste zoon van Willem Ernst van Saksen-Weimar-Eisenach en diens tweede echtgenote Feodora van Saksen-Meiningen.
Karels vader stierf in 1923 en zodoende werd hij hoofd van het Huis Saksen-Weimar-Eisenach. Hij trouwde op het kasteel van Wartburg op 5 oktober 1944 met Elisabeth Freiin von Wangenheim-Winterstein (Tübingen, 16 januari 1912 - 15 maart 2010) die in 1946 als ebenbürtig werd erkend. Zij hadden drie kinderen.
- Elisabeth Sophie Feodora Mathilde Dorothea Louise Adelaide Vera Renate (Burgellern, (Scheßlitz, 22 juli 1945), getrouwd te München op 10 juli 1981 (echtscheiding 1985) met Mindert Diderik de Kant (Leeuwarden, 6 augustus 1934)
- Michael-Benedikt Georg Jobst Karl Alexander Bernhard Claus Frederick (Bamberg, 15 november 1946), die zijn vader opvolgde als hoofd van het Huis van Saksen-Weimar-Eisenach
- Beatrice-Maria Margareta Dorothea Felicitas Virginie (Bamberg, 11 maart 1948), getrouwd te Londen op 9 december 1977 met Martin Charles Davidson.

## Trivia
Het Huis van Saksen-Weimar-Eisenach heeft een rol gespeeld in de Nederlandse geschiedenis. Willem Ernst van Saksen-Weimar-Eisenach was de kleinzoon van Sophie der Nederlanden en na Wilhelmina gerechtigd tot de Nederlandse troon. Toen Wilhelmina begin 20e eeuw verschillende miskramen had, werd serieus rekening gehouden met de mogelijkheid dat hij koning der Nederlanden zou worden, hetgeen bij sommigen leidde tot angst voor een vergrote Duitse invloed op of zelfs annexatie van Nederland.